# Ulrich Forchner
Ulrich Forchner (* 1. Dezember 1949 in Tauchlitz) ist ein deutscher Karikaturist und Grafiker.

## Leben
Forchner absolvierte von 1966 bis 1968 eine Berufsausbildung als Landschaftsgestalter, von 1970 bis 1975 studierte er an der Hochschule für Grafik und Buchkunst Leipzig Buchgestaltung und angewandte Grafik unter anderem bei Walter Schiller und Albert Kapr. Seitdem ist er als freischaffender Künstler tätig, er zeichnet Karikaturen, Cartoons, gestaltet Mail Art und entwirft unter anderem Plakate, Poster und Verpackungen (z. B. für Bambina). Seine Zeichnungen werden unter anderem im Magazin der Süddeutschen Zeitung, in der Leipziger Volkszeitung, im Spiegel und Focus veröffentlicht sowie im ZDF und MDR verwendet.
Forchner war von 1975 bis 1990 Mitglied des Mitglied des Verbands Bildender Künstler der DDR und hatte in der DDR und im Ausland eine bedeutende Zahl von Einzelausstellungen und Ausstellungsbeteiligungen, u. a. von 1977 bis 1988 an der VIII. bis X. Kunstausstellung der DDR in Dresden.
Ulrich Forchner lebt und arbeitet in Leipzig, er ist verheiratet mit der Gebrauchsgrafikerin Christina Forchner-Wießner (* 1948).

## Auszeichnungen
- 1980: Silberner Hut (zweiter Platz), Weltcartoonale Knokke-Heist, Belgien
- 1985: 1. Preis, Anti-War-Cartoon-Salon, Kragujevac, Jugoslawien
- 1986: 1. Preis für Karikatur im Wettbewerb zum IX. Parteitag der SED
- 1988: Bronzener Satyr (dritter Platz), Satiricum Greiz, DDR

## Werke (Auswahl)
- Forchner's Leporello. Teil: Ausgabe 1. Zur Ausstellung "Karicartoon" Leipzig, Herbst 1981. Sektion Karikatur & Pressegestaltung, VBK-DDR-Süd, Leipzig 1981, DNB 210464593.
- [Illustrator]: Erich Loest: Die Oma im Schlauchboot. Geschichten. 2. Auflage, Eulenspiegel-Verlag, Berlin 1985, DNB 780224671.
- [Illustrator]: Bernd-Lutz Lange: Liederliches Leipzig. Ein kleiner Stadtrundgang. Edition Peters, Leipzig 1985, DNB 974787833.
- mit Andreas J. Mueller und Rainer Schade: Humor sapiens. Cartoons. Eulenspiegel-Verlag, Berlin 1985, DNB 850749301.
- [Illustrator]: Dietmar Kell (Hrsg.): Kunst und Künstler im Aphorismus. E. A. Seemann, Leipzig 1988, ISBN 978-3-363-00447-2.
- mit Andreas J. Mueller: Freiräume. Zwei ehemalige DDR-Zeichner observieren die Bundesrepublik Deutschland, Vorwort: Gerhard Polt. Droemer Knaur, München 1989, ISBN 978-3-426-26428-7.
- mit Andreas J. Mueller: Wahnsinn. Deutschland eilig Vaterland, Vorwort: Dieter Hildebrandt. Droemer Knaur, München 1990, ISBN 978-3-426-26500-0.
- [Illustrator]: Bernd-Lutz Lange: Bonzenschleuder und Rennpappe. Der Volksmund in der DDR. Forum-Verlag, Leipzig 1994, ISBN 978-3-86151-055-0.
- [Illustrator]: Hans Oltzmann: Dreamtown Leipzig = Leipzig – die Traumstadt. Verlag im Wissenschaftszentrum, Leipzig 1999, ISBN 978-3-933531-18-6.
- Ursula Oehme (Hrsg.): Mein Zeichnerleben. Plakat, Illustration, Karikatur, Verpackung, Grafik. Druckhaus-Verlag, Gera 2010, ISBN 978-3-9813035-2-0.
- [Illustrator]: Test the West! Karikaturisten aus Ostdeutschland. [Wilhelm Busch – Deutsches Museum für Karikatur und Zeichenkunst, Hannover] (= Cartoon-Journal 1), Hrsg.: Cartoonlobby e.V. Schaltzeit-Verlag, Berlin 2011, ISBN 978-3-941362-16-1.
- [Illustrator]: Bernd-Lutz Lange, Tom Pauls: Nischd wie hin. Unsere sächsischen Lieblingsorte. Aufbau-Verlag, Berlin 2013, ISBN 978-3-351-03541-9.